# میزسنگ‌های گوچانگ، هواسون و گانگوا

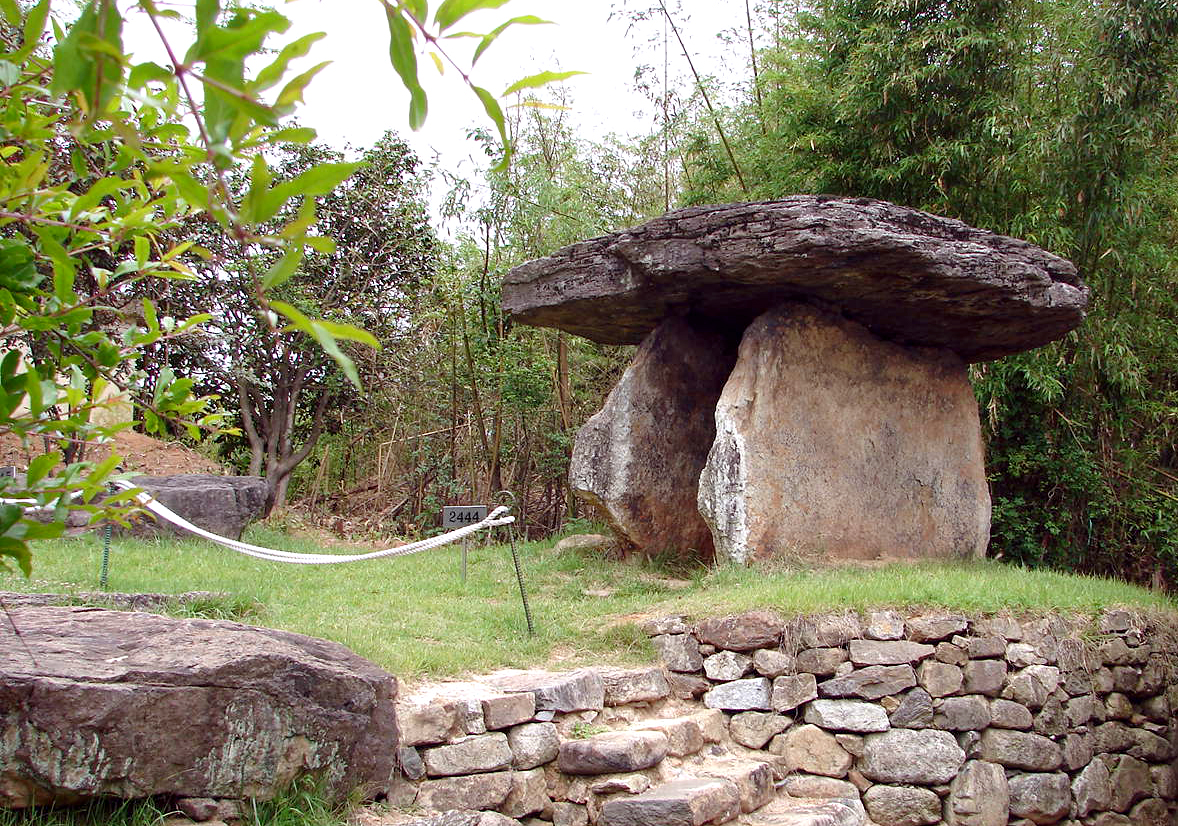
یکی از بلندترین میزسنگها در سایت گوچانگ دولمن

مکان‌های میزسنگ‌های گوچانگ، هواسون و گانگوا مکان صدها میزسنگ است که به عنوان نشان قبر و برای اهداف آیینی در طول هزاره اول قبل از میلاد مسیح هنگامی که فرهنگ مگالیتیک در شبه جزیره کره برجسته بود، استفاده می‌شد. این مکانها در سال ۲۰۰۰ توسط یونسکو به عنوان میراث جهانی تعیین شد. گفته می‌شود کره بیش از ۴۰٪ از میزسنگهای جهان را شامل می‌شود که بیشتر در این سه سایت متمرکز هستند.
سنگهای مگالیتی بسیار ارزشمند هستند زیرا گورهای نخبگان حاکم را مشخص می‌کنند. سفال، جواهرات، برنز، ابزار سنگی و سایر آثار تشییع جنازه از این میزسنگ‌ها حفر شده‌است. فرهنگ مردم در این مدت را می‌توان از شواهد به جا مانده از دلمن‌ها برداشت کرد. علاوه بر این، می‌توان از طریق سنگ‌ها، حمل و نقل و استفاده از آن برای ساختن میزسنگ‌ها را القا کرد.
قدمت میزسنگ‌ها در کره به قرن هفتم قبل از میلاد در مکان‌هایی مانند گوچانگ برمی گردد و این عمل در حدود قرن سوم قبل از میلاد پایان یافت. فرهنگ ساخت میزسنگ با فرهنگ دوران نوسنگی و برنز کره پیوند خورده‌است.
حفاری در این سایت‌ها تا سال ۱۹۶۵ آغاز نشده بود. از آن زمان حفرهای متعدد مورد حمایت مالی واقع شده و برنامه گسترده‌ای از موجودی و نگهداری توسط دولت کره آغاز شده‌است.

## اصل و نسب
سه نظریه اصلی در مورد منشأ میزسنگ‌های باستانی کره وجود دارد. اول، این تئوری که از طریق دریا در جنوب شرقی آسیا گسترش یافته‌است، ثانیاً این نظریه که از یک مقبره سنگی در شمال گرفته شده‌است و سوم، این تئوری که منشأ آن کره است.

### نظریه گسترش از جنوب آسیا
طبق نظریه اول، میزسنگ همراه با فرهنگ برنج از طریق جنوب شرقی آسیا گسترش یافته‌اند. دولمن‌ها در امتداد ساحل غربی کره توزیع می‌شوند و توزیع آن در قسمت جنوبی فرهنگ سازگار است. دولمن همراه با کشاورزی از جنوب شرقی آسیا گسترش یافت.

## شرح
میزسنگها به‌طور کلی در شرق آسیا به دو نوع طبقه‌بندی می‌شوند. میز / نوع شمالی و تخته ای / جنوبی. در اولی، چهار سنگ برای ایجاد دیوارهای یک جعبه قرار گرفته بودند و توسط سنگی که در بالای تکیه‌ها قرار داشت، پوشیده شده بودند. دومی با دفن زیرزمینی با سنگ‌هایی که از سنگ قبر پشتیبانی می‌کنند مشخص می‌شود.
این گروه از دولمن‌ها بزرگترین و متنوع‌ترین نوع از انهاست. آنها به عنوان دلمه‌های Jungnim-ri شناخته می‌شوند و مرکز آنها در دهکده میسان، گوچانگ، استان استان جئولابوک-دو است.
این میزسنگها از شرق به غرب در دامنه یک سری تپه‌ها در ارتفاع ۱۵ تا ۵۰ متر / ۴۹ فوت تا ۱۶۴ فوت ساخته شده‌اند. به‌طور کلی، سنگ قبرهای دلمن‌ها در حدود ۱ تا ۵٫۸ متر / ۳٫۲ تا ۱۹ فوت طول دارند و ممکن است تا ۲۲۵ تن وزن داشته باشند. ۴۴۲ دلار بر اساس اندازه سنگ قبر مستند و طبقه‌بندی شده‌است.
اعتقاد بر این است که این گروه در حدود قرن هفتم قبل از میلاد ساخته شده‌اند. سایت گوچانگ دولمن به عنوان سایت تاریخی شماره ۳۹۱ ذکر شده‌است.

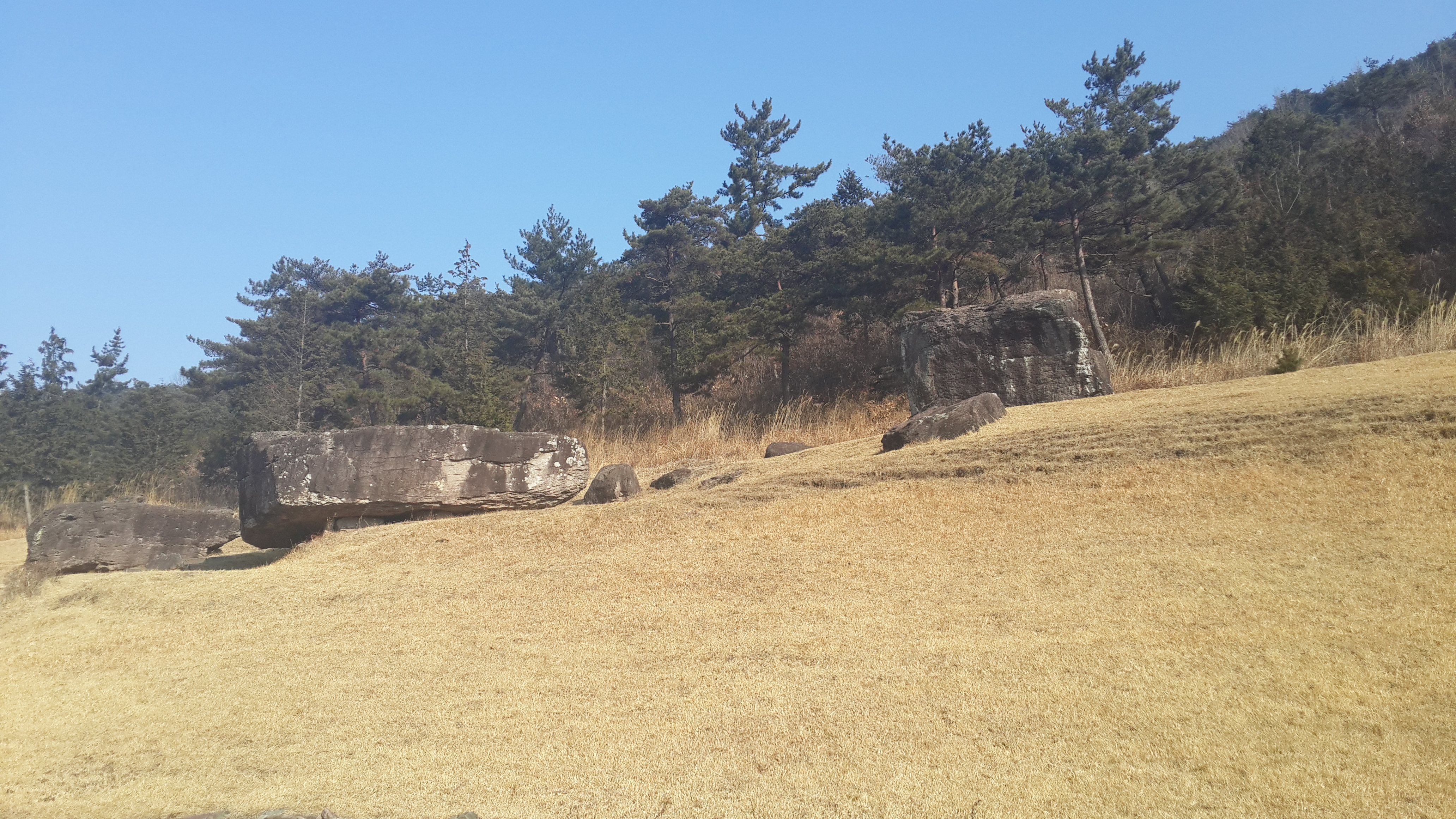
میزسنگ در سایت هواسون دولمن
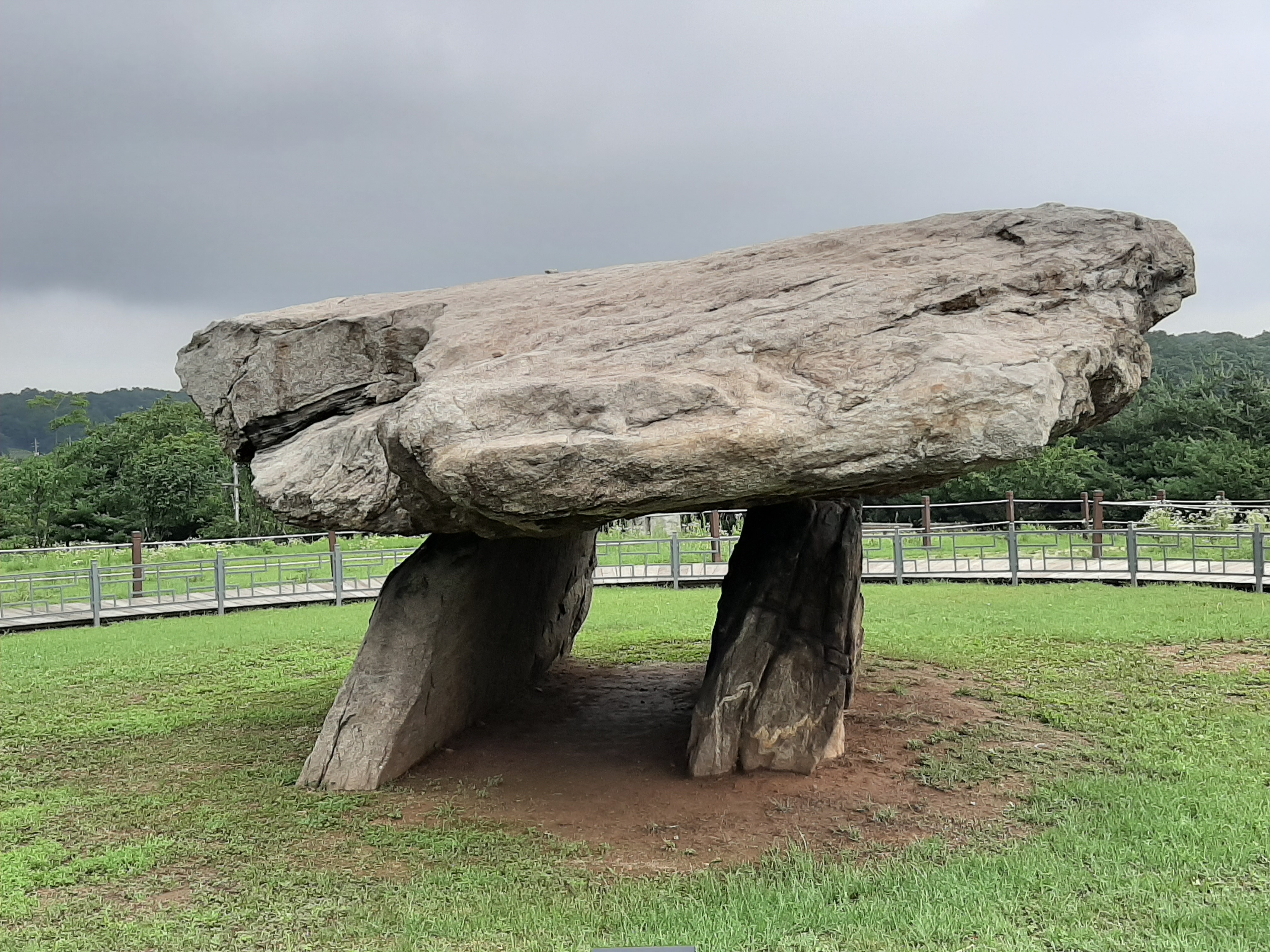
نمونه ای از میزسنگ تخته ای / نوع جنوبی در جزیره گانگوا
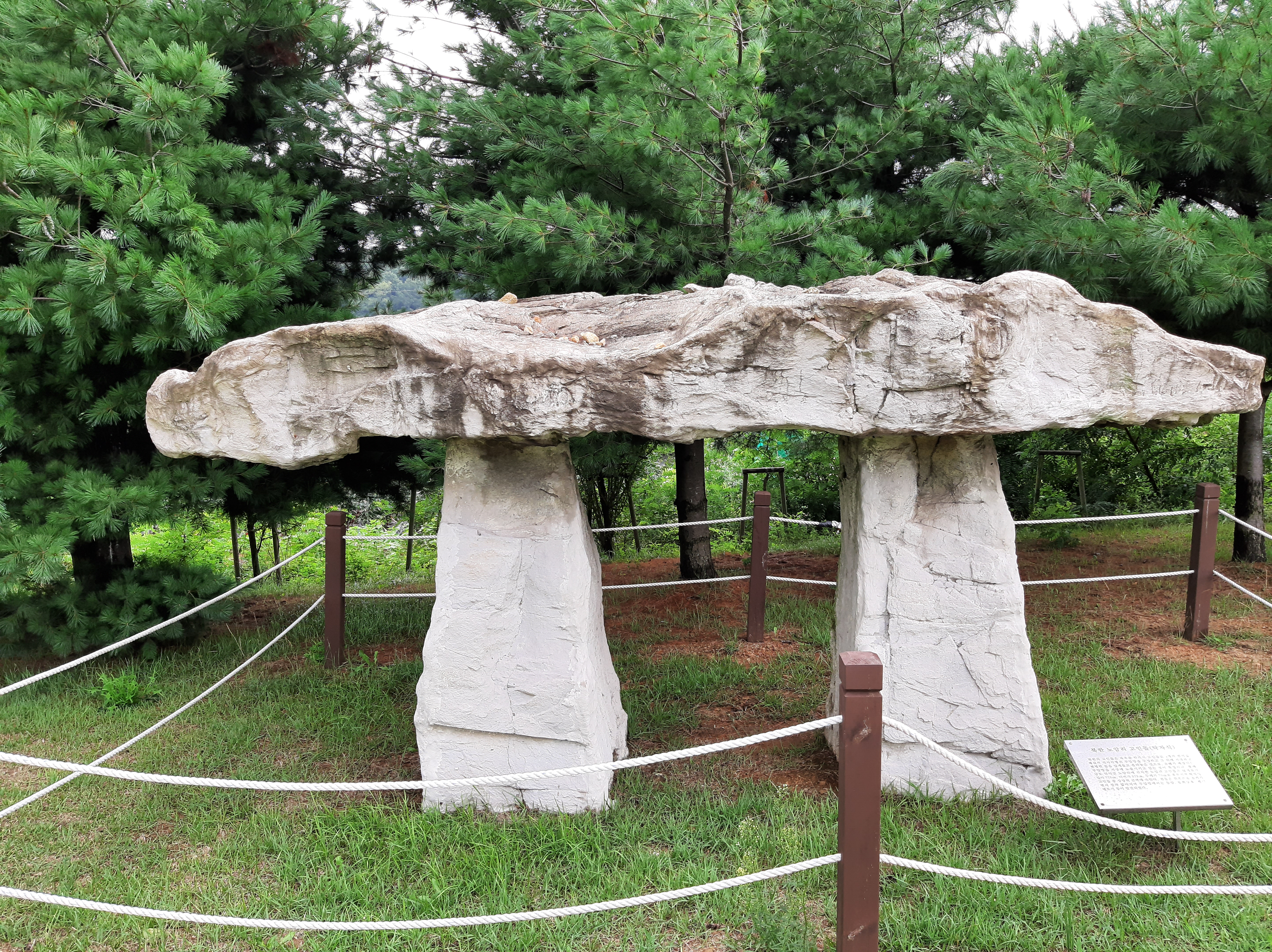
نمونه ای از یک میزسنگ نوع شمال در جزیره گانگوا